# نيك تشارلز
نيك تشارلز (بالإنجليزية: Nick Charles)‏ هو معلق رياضي وصحفي أمريكي، ولد في 30 يونيو 1946 في شيكاغو في الولايات المتحدة، وتوفي في 25 يونيو 2011 في سانتا فيه في الولايات المتحدة بسبب سرطان المثانة.

## وصلات خارجية
- نيك تشارلز على موقع IMDb (الإنجليزية)